# A Broadway Butterfly
A Broadway Butterfly er en amerikansk stumfilm fra 1925 instrueret af William Beaudine.

## Medvirkende
- Dorothy Devore som Irene Astaire
- Louise Fazenda som Cookie Dale
- Willard Louis som Charles Gay
- John Roche som Crane Wilder
- Cullen Landis som Ronald Steel
- Lilyan Tashman som Thelma Perry
- Wilfred Lucas som Stage Manager
- Eugenia Gilbert som Riding Mistress
- Margaret Seddon som Mrs. Steel